# Émeute du comté de Jenkins
L’émeute du comté de Jenkins a lieu le dimanche 13 avril 1919, aux États-Unis, lorsqu'une série de malentendus et d'événements incontrôlables entraînent la mort de deux policiers blancs. En représailles, la communauté blanche locale forme des bandes et ravage la communauté noire, brûlant les bâtiments de cette communauté et tuant au moins cinq personnes. Cet évènement marque le début de l'Été rouge aux États-Unis.

## Contexte
L'événement débute à l'église baptiste de Carswell Grove (en), une église pour les noirs, qui célèbre son anniversaire. Des prêcheurs de plusieurs comtés viennent, les Chevaliers de Pythie (en) sont présents en uniforme, la chorale donne une représentation spéciale et un barbecue doit suivre. Plus de 3 000 personnes sont attendues. Il s'agit de l'un des plus grands rassemblements de l'est de la Géorgie.
Joe Ruffin est un fermier prospère et un éminent maçon noir, « un des nègres les plus riches du comté de Jenkins ». Il devait être l'organisateur de l'événement.

## Émeute
Joe Ruffin se rend en voiture à la célébration de l'église lorsqu'il doit s'arrêter à cause de la foule présente. Une voiture s'arrête à côté de Ruffin, contenant W. Clifford Brown, un adjoint du shérif du comté de Jenkins, Thomas Stevens, un marshal de la police de Millen, en Géorgie, dont la présence, en dehors de sa juridiction, est inexpliquée, et Edmund Scott, l'ami de Joe, menotté. Ils étaient là en quête d'alcool ; la Géorgie est, depuis 1907, un État sec. N'en ayant pas trouvé, ils arrêtent Scott pour possession d'un pistolet.
Ruffin sort un chéquier pour couvrir la caution de 400 dollars de Scott, mais Brown, « dont les journaux blancs disaient qu'il avait mauvais caractère » déclare que c'est de l'argent liquide qui est nécessaire. Cette somme n'est pas disponible un dimanche et Brown affirme qu'il emmène Scott. Ruffin entre dans la voiture pour en sortir Scott, mais Brown sort son arme. Il frappe Ruffin au visage avec son pistolet et un coup part et atteint Ruffin à la tête, le rendant inconscient mais sans le blesser sérieusement. Le fils de Joe, Louis, qui vient de quitter l'armée américaine, pense que son père a été tué. Louis Ruffin tire donc et tue Brown, en représailles. D'autres coups de feu blessent Stevens, après quoi il est battu à mort. Scott, pris entre les tirs, est tué accidentellement.
« Des centaines d'hommes blancs sont venus à Carswell Grove alors que la nouvelle des meurtres se répandait »,,. « Beaucoup d'entre eux sont restés dehors toute la nuit »,. Ils brûlent l'église et la voiture de Ruffin et lynchent deux des fils de Ruffin soit en les brûlant à mort, soit en jetant leur corps dans le feu après qu'ils ont été tués. Les trois loges maçonniques noires de Millen sont brûlées. Des bandes blanches parcourent le comté pendant des jours. The New-York Tribune rapporte que sept églises noires ont été brûlées.
The Tribune rapporte également qu'un septième homme a été sorti de la prison de Millen et lynché.
Parmi les six victimes, on compte deux hommes de loi blancs et quatre hommes noirs : Scott, deux fils de Ruffin, Henry et John, et l'ami de Joe, Willie Williams, qui était sur les lieux et a également été lynché. Le fils de Joe, Louis, a pris la fuite et, malgré une récompense, n'a jamais été appréhendé.

## Sort de Joe Ruffin
Joe Ruffin était sûr qu'il serait lynché et les nouvelles confirment qu'il l'aurait été,. Il se cache, puis se rend au shérif M. G. Johnston, arrivé sur les lieux. Johnston le conduit à la grande ville, la plus proche, Augusta, pour le mettre en sécurité. Il est placé en prison. 
Une foule se dirige alors vers Augusta pour lyncher Ruffin. Il est transféré, par mesure de sécurité, dans une prison d'Aiken, en Caroline du Sud, où il reste deux semaines, enregistré sous un faux nom. Une trentaine de Géorgiens se rendent à Aiken mais ils acceptent la déclaration du geôlier selon laquelle Ruffin n'est pas là. Celui-ci est inculpé pour les meurtres des deux officiers ; aucune accusation n'est portée contre des Blancs.
Ruffin engage « le meilleur avocat blanc qu'il ait pu trouver ». Il obtient un dépaysement judiciaire à Savannah, en  Géorgie,.
Il est d'abord jugé pour le meurtre de Stevens, puis reconnu coupable et condamné à la pendaison. Un recours pour un nouveau procès est accepté et il est, par la suite, acquitté.
Il est ensuite jugé pour le meurtre de Brown et est à nouveau acquitté. « Le sentiment était si fort dans le comté de Jenkins qu'un acte d'accusation a été trouvé l'accusant du meurtre de son ami Scott ».
Il est ensuite jugé pour le meurtre de Scott, reconnu coupable d'homicide involontaire et condamné à 15 ans de prison. La Cour suprême de Géorgie annule cette décision et ordonne un nouveau procès, qui n'aura jamais lieu. En raison de l'opinion publique, il ne peut pas être totalement exonéré, il est donc accusé, jugé coupable et condamné à une amende de 500 dollars pour détournement de fonds, car bien qu'il n'ait jamais fait de chèque, il avait présenté le chéquier d'une église, dont il était trésorier. Après que des amis eurent payé l'amende, en 1923, il est un homme libre. Appauvri en raison des frais de justice, il passe le reste de sa vie en Caroline du Sud, car il n'aurait pas été en sécurité en Géorgie.

### Articles
- (en) « Race Clash Ends Fatally », The Dillon Herald,‎ 17 avril 1919, p. 1-8 (ISSN 2471-0431, OCLC 13622262, lire en ligne, consulté le 23 juin 2020).
- (en) « Seven killed and churhes burned in race war », New-York Tribune,‎ 15 avril 1919 (ISSN 1941-0646, OCLC 9405688, lire en ligne, consulté le 23 juin 2020).
- (en) William Pickens, « Race riots at Millen, Ga. », Buffalo Courier Express,‎ 24 avril 1919, p. 9 (lire en ligne).
- (en) « Six Persons Dead of Race Clash at Negro Church near Millen, Ga », Atlanta Constitution,‎ 14 avril 1919, p. 1 (lire en ligne).
- (en) « Six Persons Killed in a Pistol Fight », Wilmington Morning Star,‎ 14 avril 1919, p. 2 (lire en ligne).
- (en) « Trial of Joe Ruffin Is Again Postponed », Atlanta Constitution,‎ 12 novembre 1919, p. 6 (lire en ligne).
- (en) « Louis Ruffin Sought in Three Counties », Atlanta Constitution,‎ 15 avril 1919, p. 6 (lire en ligne).
- (en) J. G. Ellison, « Gives Millen Account of Recent Disorders », Atlanta Constitution,‎ 17 avril 1919, p. 5 (lire en ligne).
- (en) « Trial of Joe Ruffin, Negro, Facing Murder Charge, for Savannah », Atlanta Constitution,‎ 28 septembre 1919, p. 13 (lire en ligne).
- (en) « A Parallel Case », Aiken Standard,‎ 7 septembre 1921, p. 4 (lire en ligne).
- (en) « Joe Ruffin Trial to be Heard Oct. 26 », Atlanta Constitution,‎ 22 juin 1920, p. 13 (lire en ligne).
- (en) W. G. Sutlive, « Color Line Is Not Drawn in Georgia Court », Rock Island Argus,‎ 19 juin 1923, p. 2 (lire en ligne).
- (en) « Ruffin To Be Tried Again », Aiken Standard,‎ 4 janvier 1922, p. 1 (lire en ligne).
- (en) « Joe Ruffin Is Freed », Atlanta Constitution,‎ 31 mai 1923, p. 2 (lire en ligne).

### Source de la traduction
- (en) Cet article est partiellement ou en totalité issu de l’article de Wikipédia en anglais intitulé « Jenkins County, Georgia, riot of 1919 » (voir la liste des auteurs).